# Необычный человек
«Необычный человек» (фр. Quelqu'un d'extraordinaire) — короткометражный драматический фильм Монии Шокри, ставший её режиссёрским дебютом. Его монтажом занимался Ксавье Долан, в картинах которого Шокри неоднократно появлялась ранее. Главную роль в картине исполнила Магали Лепин-Блондо, сыгравшая Сару — успешную, но страдающую от социальной тревожности девушку, которая вынуждена пересмотреть свою жизнь и отношения с окружающими после случившегося с ней инцидента.
Премьера фильма состоялась в 2013 году на Международном кинофестивале в Локарно, где он получил одну из наград. Фильм также вошёл в список «Canada's Top Ten» Международного кинофестиваля в Торонто как один из десяти лучших канадских короткометражных фильмов 2013 года. Помимо этого, картина получила несколько номинаций и наград других кинофестивалей

## Сюжет
Главная героиня картины, Сара, в одно январское утро просыпается в незнакомом ей пригородном доме. После того, как за ней приезжает её подруга, они едут на празднование девичника одной из коллег Сары. Во время вечеринки Сара пытается разобраться в причинах случившегося с ней ранее, а также в её отношениях с окружающими её людьми.

## В ролях
- Магали Лепин-Блондо[англ.] — Сара
- Анн Дорваль — Гилен
- Софи Кадьё[англ.] — Катрин
- Эвелин Брошу — Амели
- Эмили Бибо[англ.] — Жюстин
- Анна-Элизабет Боссе[англ.] — Ева
- Лоранс Лебёф[англ.] — Селест
- Эмили Гилберт — Симон
- Мэрилин Кастонге[англ.] — Фанни
- Анн-Мари Кадьё[англ.] — нарратор

## Награды и номинации
| 2013 | 66-й Кинофестиваль в Локарно                | Junior Jury Prize — Pardi di domani   | Победа    |
| 2013 | 66-й Кинофестиваль в Локарно                | Pardi di domani                       | Номинация |
| 2013 | 42-й Монреальский кинофестиваль нового кино | Лучший короткометражный фильм         | Победа    |
| 2013 | South by Southwest                          | Лучший игровой короткометражный фильм | Победа    |
| 2014 | 18-й Кинофестиваль в Тампере                | Лучший игровой фильм                  | Победа    |
| 2014 | 17-я церемония Prix Jutra                   | Лучший короткометражный фильм         | Победа    |